# Elecciones municipales de Tambopata de 1993
Las elecciones municipales de Tambopata de 1993 se llevaron a cabo el 29 de enero de 1993 para elegir al alcalde y al Concejo Provincial de Tambopata para el periodo 1993-1995. La elección se celebró simultáneamente con elecciones municipales en todo el país.

## Sistema electoral
La Municipalidad Provincial de Tambopata es el órgano administrativo y de gobierno de la provincia de Tambopata. Está compuesta por el alcalde y el Concejo Provincial.
La votación del alcalde y el concejo se realiza en base al sufragio universal, que comprende a todos los ciudadanos nacionales mayores de dieciocho años, empadronados y residentes en la provincia de Tambopata y en pleno goce de sus derechos políticos, así como a los ciudadanos no nacionales residentes y empadronados en la provincia de Tambopata.
El Concejo Provincial de Tambopata está compuesto por 19 regidores elegidos por sufragio directo para un período de tres (3) años, en forma conjunta con la elección del alcalde (quien lo preside). La votación es por lista cerrada y bloqueada. Se asigna a la lista ganadora los escaños según el método d'Hondt o la mitad más uno, lo que más le favorezca.

## Composición del Concejo Provincial de Tambopata
La siguiente tabla muestra la composición del Concejo Provincial de Tambopata antes de las elecciones.
| Partidos | Partidos                | Regidores |
| -------- | ----------------------- | --------- |
|          | Izquierda Unida         | 11        |
|          | Frente Democrático      | 4         |
|          | Partido Aprista Peruano | 3         |
|          | Lista Independiente UCI | 2         |

## Partidos y candidatos
A continuación se muestra una lista de los principales partidos y alianzas electorales que participaron en las elecciones:
| Candidatura | Candidatura | Partidos y alianzas                                                      | Candidatos | Candidatos               | Ideología                                                  | Resultado previo | Resultado previo | Ref. |
| Candidatura | Candidatura | Partidos y alianzas                                                      | Candidatos | Candidatos               | Ideología                                                  | Votos (%)        | Reg.             | Ref. |
| ----------- | ----------- | ------------------------------------------------------------------------ | ---------- | ------------------------ | ---------------------------------------------------------- | ---------------- | ---------------- | ---- |
|             | AP          | Lista - Acción Popular (AP)                                              |            | Gabriel D'Olmos Sandoval | Humanismo Nacionalismo cívico Reformismo                   | 30.54%           | 4                |      |
|             | PPC         | Lista - Partido Popular Cristiano (PPC)                                  |            | Juan Bacaya Salva        | Democracia cristiana Conservadurismo Liberalismo económico | 30.54%           | 4                |      |
|             | APRA        | Lista - Partido Aprista Peruano (APRA)                                   |            | Juan Aguirre Pérez       | Aprismo                                                    | 28.61%           | 3                |      |
|             | IND         | Lista - Lista Independiente N° 3 Frente Popular                          |            | Raúl Ramos Montero       | Localismo tambopatino                                      | Nuevo            | Nuevo            |      |
|             | IND         | Lista - Lista Independiente N° 9 Movimiento Independiente Nueva Imagen   |            | Luis Otsuka Salazar      | Localismo tambopatino                                      | Nuevo            | Nuevo            |      |
|             | IND         | Lista - Lista Independiente N° 17 Movimiento Independiente Popular       |            | José Cevallos Jiménez    | Localismo tambopatino                                      | Nuevo            | Nuevo            |      |
|             | IND         | Lista - Lista Independiente N° 23 Mayoría Independiente de Madre de Dios |            | Palmer Pastor Velásquez  | Localismo tambopatino                                      | Nuevo            | Nuevo            |      |

Otros candidatos
| Partidos y alianzas | Partidos y alianzas                                                   | Candidatos                    |
| ------------------- | --------------------------------------------------------------------- | ----------------------------- |
|                     | Lista Independiente N° 7 Frente Independiente Democrático             | Alcides Guerra Moreno         |
|                     | Lista Independiente N° 11 MODEMAD                                     | Roberto Rubin de Celis Méndez |
|                     | Lista Independiente N° 15 Frente Cívico Vecinal Tambopata             | Wilson Díaz Hurtado           |
|                     | Lista Independiente N° 19 Movimiento Independiente Proyecto 95        | Mario Villanueva Ríos         |
|                     | Lista Independiente N° 21 Movimiento Político Independiente Cambio 93 | Ricardo Aragón Rivas          |

## Resultados

### Sumario general
|                        |                                                                       |              |              |              |           |           |
| Partidos y coaliciones | Partidos y coaliciones                                                | Voto popular | Voto popular | Voto popular | Regidores | Regidores |
| Partidos y coaliciones | Partidos y coaliciones                                                | Votos        | %            | ±pp          | Total     | +/−       |
|                        | Partido Aprista Peruano (APRA)                                        | 2,279        | 24.65        | –3.96        | 11        | +8        |
|                        | Lista Independiente N° 9 Movimiento Independiente Nueva Imagen        | 1,703        | 18.42        | n/a          | 3         | +3        |
|                        | Lista Independiente N° 3 Frente Popular                               | 1,152        | 12.46        | n/a          | 2         | +2        |
|                        | Lista Independiente N° 23 Mayoría Independiente de Madre de Dios      | 1,082        | 11.70        | n/a          | 1         | +1        |
|                        | Lista Independiente N° 17 Movimiento Independiente Popular            | 788          | 8.52         | n/a          | 1         | +1        |
|                        | Acción Popular (AP)                                                   | 771          | 8.34         | n/a          | 1         | +1        |
|                        | Lista Independiente N° 21 Movimiento Político Independiente Cambio 93 | 567          | 6.13         | n/a          | 0         | ±0        |
|                        | Lista Independiente N° 19 Movimiento Independiente Proyecto 95        | 422          | 4.56         | n/a          | 0         | ±0        |
|                        | Lista Independiente N° 11 MODEMAD                                     | 189          | 2.04         | n/a          | 0         | ±0        |
|                        | Lista Independiente N° 7 Frente Independiente Democrático             | 158          | 1.71         | n/a          | 0         | ±0        |
|                        | Partido Popular Cristiano (PPC)                                       | 87           | 0.94         | n/a          | 0         | ±0        |
|                        | Lista Independiente N° 15 Frente Cívico Vecinal Tambopata             | 49           | 0.53         | n/a          | 0         | ±0        |
|                        |                                                                       |              |              |              |           |           |
| Total                  | Total                                                                 | 9,247        |              |              | 19        | ±0        |
|                        |                                                                       |              |              |              |           |           |
| Votos válidos          | Votos válidos                                                         | 9,247        | 78.25        | –3.27        |           |           |
| Votos en blanco        | Votos en blanco                                                       | 440          | 3.72         | +0.21        |           |           |
| Votos nulos            | Votos nulos                                                           | 2,131        | 18.03        | +3.06        |           |           |
| Votos emitidos         | Votos emitidos                                                        | 11,818       | 53.74        | –9.81        |           |           |
| Abstenciones           | Abstenciones                                                          | 10,175       | 46.26        | +9.81        |           |           |
| Votantes registrados   | Votantes registrados                                                  | 21,993       |              |              |           |           |
|                        |                                                                       |              |              |              |           |           |
| Fuente:                |                                                                       |              |              |              |           |           |

## Elecciones municipales distritales

### Resultados por distrito
La siguiente tabla enumera el control de los distritos de la provincia de Tambopata. El cambio de mando de una organización política se resalta del color de ese partido.
| Distrito    | Alcalde(sa) titular      | Partido político | Partido político        | Alcalde(sa) electo(a) | Partido político | Partido político      |
| ----------- | ------------------------ | ---------------- | ----------------------- | --------------------- | ---------------- | --------------------- |
| Inambari    | Luz Mokeano Villafuerte  |                  | Izquierda Unida         | Víctor Fuentes Vilca  |                  | Mayoría Independiente |
| Las Piedras | Nicanor Torrejón Ramírez |                  | Partido Aprista Peruano | Nicanor Kuno Peña     |                  | Acción Popular        |